# Wydział Prawa i Administracji Uniwersytetu Rzeszowskiego
Wydział Prawa i Administracji Uniwersytetu Rzeszowskiego – jeden z piętnastu wydziałów Uniwersytetu Rzeszowskiego.

## Historia
Instytut powstał w 2001 roku, jako Wydział Prawa, wskutek połączenia rzeszowskiej filii Uniwersytetu Marii Curie-Skłodowskiej w Lublinie z Wydziałem Ekonomii w Rzeszowie Akademii Rolniczej im. Hugona Kołłątaja w Krakowie i Wyższej Szkoły Pedagogicznej w Rzeszowie. Od 1 października 2019 roku do 31 grudnia 2024 roku, Wydział funkcjonował jako Instytut Nauk Prawnych. Od 1 stycznia 2025 roku, na mocy Statutu UR, jednostka funkcjonuje ponownie jako Wydział.

## Kierunki kształcenia
Dostępne kierunki:
- Administracja (studia I i II stopnia)
- Prawo (studia jednolite magisterskie)

## Poczet dziekanów
1. prof. dr hab. Jan Łukasiewicz (2001–2008)
2. prof. dr hab. Stanisław Sagan (2008–2016)
3. dr hab. Elżbieta Feret (2016–2019)
4. dr hab. Renata Świrgoń-Skok (od 2025)

## Poczet dyrektorów
1. dr hab. Elżbieta Feret (2019–2020)
2. dr hab. Renata Świrgoń-Skok (2020–2024)

## Władze Wydziału
Od 1 stycznia 2025:
| Stanowisko                                                   | Imię i nazwisko                  |
| ------------------------------------------------------------ | -------------------------------- |
| Dziekan                                                      | dr hab. Renata Świrgoń-Skok      |
| Prodziekan ds. jakości kształcenia i współpracy z otoczeniem | dr hab. Aneta Kowalczyk          |
| Prodziekan ds. badań i rozwoju                               | dr hab. Grzegorz Maroń           |
| Prodziekan ds. studenckich                                   | dr hab. Agata Barczewska-Dziobek |

## Struktura organizacyjna

### Zakład Prawa Administracyjnego i Postępowania Administracyjnego
Samodzielni pracownicy naukowi:
- prof. dr hab. Elżbieta Ura – kierownik Zakładu

### Zakład Nauki Administracji
Samodzielni pracownicy naukowi:
- dr hab. Agata Barczewska-Dziobek – kierownik Zakładu

### Zakład Prawa Cywilnego i Handlowego
Samodzielni pracownicy naukowi:
- dr hab. Roman Uliasz – kierownik Zakładu
- dr hab. Władysław Mogilski

### Zakład Postępowania Cywilnego
Samodzielni pracownicy naukowi:
- dr hab. Anna Kościółek – kierownik Zakładu
- dr hab. Aneta Arkuszewska
- dr Paweł Janda

### Zakład Prawa Gospodarczego
Samodzielni pracownicy naukowi:
- dr hab. Jan Władysław Olszewski – kierownik Zakładu

### Zakład Prawa Rzymskiego
Samodzielni pracownicy naukowi:
- ks. dr hab. Piotr Steczkowski – kierownik Zakładu
- dr hab. Renata Świrgoń-Skok

### Zakład Prawa Karnego
Samodzielni pracownicy naukowi:
- dr hab. Anna Golonka – kierownik Zakładu

### Zakład Prawa Karnego Procesowego
Samodzielni pracownicy naukowi:
- dr hab. Piotr Sowiński – kierownik Zakładu
- dr hab. Monika Klejnowska

### Zakład Prawa Policyjnego
Samodzielni pracownicy naukowi:
- dr Bogdan Jaworski – kierownik Zakładu
- prof. dr hab. Stanisław Pieprzny

### Zakład Prawa Finansowego
Samodzielni pracownicy naukowi:
- dr Paweł Majka – kierownik Zakładu
- dr hab. Elżbieta Feret

### Zakład Prawa Pracy i Ubezpieczeń Społecznych
Samodzielni pracownicy naukowi:
- dr hab. Aneta Kowalczyk – kierownik Zakładu

### Zakład Prawa Konstytucyjnego i Praw Człowieka
Samodzielni pracownicy naukowi:
- dr hab. Radosław Grabowski – kierownik Zakładu
- prof. dr hab. Stanisław Sagan
- prof. dr hab. Halina Zięba-Załucka
- dr hab. Grzegorz Pastuszko
- dr hab. Beata Stępień-Załucka

### Zakład Ustrojów Państw Europejskich
Samodzielni pracownicy naukowi:
- dr hab. Viktoriya Serzhanova – kierownik Zakładu

### Zakład Prawa Międzynarodowego i Prawa Europejskiego
Samodzielni pracownicy naukowi:
- dr hab. Lidia Brodowski – kierownik Zakładu
- dr hab. Elżbieta Dynia
- dr hab. Dagmara Kuźniar

### Zakład Nauk Historyczno i Teoretyczno-Prawnych
Samodzielni pracownicy naukowi:
- dr hab. Artur Łuszczyński – kierownik Zakładu
- dr hab. Grzegorz Maroń

### Zakład Historii Państwa i Prawa
Samodzielni pracownicy naukowi:
- ks. dr hab. Władysław Wlaźlak – kierownik Zakładu
- dr Ewa Leniart

### Pozostałe jednostki
- Pracownia Kryminologii i Kryminalistyki
- Pracownia Technologii Informatycznych i Prawa Medycznego
- Akademickie Centrum Doskonalenia Administracji
- Centrum Mediacji i Rozwiązywania Sporów